# Ulf Sundelin
Ulf Artur Sundelin (Nacka, 26 de agosto de 1943) es un deportista sueco que compitió en vela en la clase 5.5 Metre. Es hermano de los también regatistas Jörgen y Peter Sundelin.
Participó en dos Juegos Olímpicos de Verano en los años 1968 y 1972, obteniendo una medalla de oro en México 1968 en la clase 5.5 Metre.

## Palmarés internacional
| Juegos Olímpicos | Juegos Olímpicos          | Juegos Olímpicos | Juegos Olímpicos |
| Año              | Lugar                     | Medalla          | Clase            |
| ---------------- | ------------------------- | ---------------- | ---------------- |
| 1968             | Ciudad de México (México) | Medalla de oro   | 5.5 Metre        |